# Partido de General Las Heras
Partido de General Las Heras är en kommun i Argentina.   Den ligger i provinsen Buenos Aires, i den centrala delen av landet, 60 km väster om huvudstaden Buenos Aires. Antalet invånare är 12 799.
Trakten runt Partido de General Las Heras består till största delen av jordbruksmark. Runt Partido de General Las Heras är det glesbefolkat, med 19 invånare per kvadratkilometer.